# Urco
Inca Urco (du quechua Inka Urqu) est un co-régent inca à l'époque de la confédération cuzquénienne nommé par le souverain principal Viracocha, ce dernier s'étant mis en retrait aux environs de Cuzco. Sous le règne d'Urco, effacé postérieurement des récits historiques par son successeur, Pachacutec, a lieu l'attaque de Cuzco dans le cadre des guerres inca-chanca.
Face à l'armée de la confédération chanca, Urco se retire de Cuzco, défendue désormais par une poignée de nobles dont Cusi Yupanqui, connu sous le nom de Pachacutec. À la suite de la victoire décisive des incas à Yahuar Pampa ou Ichupampa, une courte guerre civile oppose Pachacutec à Urco, au cours de laquelle ce-dernier meurt dans la vallée de Yucay.

## Biographie
Il est le fils de Viracocha Inca, souverain de la confédération cuzquénienne, et de Curi Chulpa, la fille du seigneur (kuraka) de l’ayllu nommé Ayavilla. L'historien péruvien José de la Riva-Agüero y Osma estime cependant que le père d'Urco est Yahuar Huacac, prédécesseur de Viracocha Inca — hypothèse que « rien ne peut confirmer » selon l'ethno-historienne María Rostworowski.

### Co-règne
Les chroniqueurs Antonio de Herrera, Pedro Cieza de León, Juan de Betanzos, Pedro Sarmiento de Gamboa et Santa Cruz Pachacuti Yamqui Salcamayhua écrivent qu'Inca Urco est un co-gouverneur de Cuzco. Selon le chroniqueur Pedro Cieza de León, Inca Urco aurait été nommé souverain du vivant de Viracocha, cependant le chroniqueur autochtone Pachacuti Yamqui Salcamayhua réfute les affirmations de Cieza de León. Selon Pedro Cieza de León, les membres des panacas (lignages royaux) dits « oreillards » effacent le fait qu'Urco « gouverna et commanda le royaume pendant quelques jours » de leurs quipus (cordelettes de nœuds) et récits oraux « dans le « dénombrement des rois qui régnèrent à Cuzco ». D'après l'historienne María Rostworowski, la figure d'Urco s'explique par l'institution de la co-souveraineté, Urco ayant été co-souverain de Viracocha Inca au moment de l'attaque chanca. Les chroniqueurs Pedro Sarmiento de Gamboa et Juan de Betanzos estiment qu'Urco est appelé à la succession et à gouverner Cuzco, par et en l'absence de l'Inca Viracocha retiré dans sa résidence à Jaquijahuana. Cette divergence s'inscrit dans le débat sur la manière de voir les successions incas: Un groupe d'universitaires qui se fondent sur l'Inca Garcilaso de la Vega estime que la succession est définie par les principes de primogéniture et de monarchie absolue; un autre courant universitaire estime à l'inverse que les successions sont fondées, systématiquement depuis le règne d'Inca Roca, sur les capacités du prince héritier, lequel est nommé co-régent auprès du souverain pour l'évaluer; certains estiment également qu'une succession « générationnelle » est observable.
L'Inca Viracocha part se mettre en retrait dans la vallée de Yucay, et envoie la mascapaicha, c'est-à-dire la frange écarlate du souverain, à son fils. Urco assume la position de co-souverain de la confédération après avoir accompli les cérémonies religieuses nécessaires à la passation du pouvoir et reçoit les honneurs dignes de sa position. Cependant, Urco « s'adonna aux vices et aux plaisirs » et passe la majeure partie de son règne dans les environs de la capitale, Cuzco, ce qui le rend impopulaire auprès des nobles et de l'armée. En réaction à l'incompétence supposée d'Inca Urco, les chefs militaires principaux de Viracocha Inca, Apo Mayta et Vicaquiaro, décident de fomenter un complot afin d'instaurer Inca Yupanqui (Pachacutec), un autre fils de l'Inca Viracocha, à la tête de la confédération.

#### Attaque chanca
La confédération chanca, après avoir conquise les terres de l'ethnie locale « Quechua », envahissent le territoire de Cuzco. Au moment de la passation du pouvoir entre l'Inca Viracocha et Urco, les forces chancas se trouvent à Vilcacuna aux environs de Rimac Tampu. À l'arrivée des chancas aux environs de Cuzco, Urco, Viracocha Inca et d'autres s'en fuient dans une résidence de Viracocha Inca,,, dont le lieu exacte, dans la vallée de Yucay au-dessus du village de Calca, n'a pas été identifié par l'archéologie.
C'est alors que Cusi Yupanqui (Pachacutec), un autre des fils de Viracocha, décide d'organiser la résistance et de défendre le Cuzco, avec l'aide d'une poignée de nobles issus de sa famille maternelle, et assisté par les deux généraux expérimentés de son père, Apu Maita et Wikakiraw (ou Vicaquirao),. Après avoir essayé de détourner Viracocha Inca de ses plans de soumission, Il rassemble sous son autorité tous les hommes valides qui refusent de suivre le souverain dans sa retraite, et cherche l'appui de quelques communautés de l'ethnie Quechua de la vallée auxquelles il demande des contingents sans en obtenir beaucoup, car celles-ci demeurent dans l'expectative, mais accourent peu après lorsque la victoire se dessine, tandis que les chancas s'allient aux ayarmacas rivaux des incas. Face aux envoyés des chancas, Viracocha Inca réitère sa volonté de capitulation, en se désolidarisant des actions d'Inca Yupanqui à Cuzco.
De l'élévation de Carmenca, les chancas surgissent et attaquent Cuzco des deux côtés. Après deux assauts échoués, les chancas sont vaincus et repoussés par les incas à leur troisième tentative, notamment, selon le récit rapporté par les chroniqueurs coloniaux, grâce à l'intervention de pierres sacrées appelées « pururaucas »,, invoquées lors de l'affrontement par le chef religieux Topa Huarochiri. À partir de sa première victoire sur les chancas, Inca Yupanqui, nommé plus tard Pachacutec lors de son couronnement, consolidera sa puissance et étendra son état pour aboutir à la création du seul empire au sud de la ligne équatoriale.
Suivant la victoire cuzquénienne, Yupanqui présente le butin de guerre acquis durant la bataille à l'Inca Viracocha. Mais celui-ci pense qu'Urco, en sa qualité de co-souverain, doit recevoir le butin pour, selon la coutume, le piétiner, ce que Yupanqui n'accepte pas. Après avoir échappé à une embuscade envoyée par Viracocha, Yupanqui demande à nouveau au souverain de retourner à Cuzco, mais celui-ci refuse. Yupanqui décide alors de distribuer le butin de guerre parmi les guerriers incas et en offre une partie à la divinité créatrice nommée Viracocha.
La seconde bataille, à Xaquixaguana, Ichupampa ou Yahuar Pampa, contre les chancas aboutit avec une victoire définitive des incas. Les Xaquixaguanas, forcés à combattre contre les incas, sont épargnés, mais les dirigeants chancas sont pendus, leurs têtes sont exposées en public et leurs corps brûlés.

#### Guerre de succession
Suivant la victoire définitive sur les chancas, Urco lève une armée dans la vallée de Yucay, sans prévoir d'attaque immédiate. Inca Yupanqui et son frère Roca dirigent une armée et engagent une confrontation contre Urco. Celui-ci est frappé d'une pierre lors de la bataille et tombe dans une rivière qu'il parcours à la nage jusqu'à atteindre un rocher situé en-dessous du village de Tambo, où des partisans d'Inca Yupanqui l'aperçoivent et le tuent.
À la suite de sa victoire, Pachacutec efface Urco des registres officiels de l'histoire inca,, dans le cadre des pratiques historiographiques incaïques. Selon le chroniqueur d'époque coloniale Pedro Cieza de León, Urco est enlevé de la liste des souverains à cause de sa « pusillanimité ».